# Chrysoscias
Chrysoscias es un género de plantas con flores con nueve especies perteneciente a la familia Fabaceae. Es originario de África.

## Taxonomía
El género fue descrito por E.Mey. y publicado en Commentariorum de Plantis Africae Australioris 139. 1835.

## Especies
- Chrysoscias angustifolia (Jacq.) C.A.Sm. = Rhynchosia angustifolia (Jacq.) DC.
- Chrysoscias argentea (Thunb.) C.A.Sm. = Rhynchosia argentea (Thunb.) Harv.
- Chrysoscias calycina E.Mey. = Rhynchosia leucoscias Benth. ex Harv.
- Chrysoscias erecta (Thunb.) C.A.Sm. = Rhynchosia chrysoscias Benth. ex Harv.
- Chrysoscias grandiflora E.Mey. = Rhynchosia chrysoscias Benth. ex Harv.
- Chrysoscias media E.Mey.	incierto
- Chrysoscias parviflora E.Mey. = Rhynchosia microscias Benth. ex Harv.
- Chrysoscias pauciflora (Bolus) C.A.Sm. = Rhynchosia pauciflora Bolus